# يو إف سي في 2006
كان عام 2006 هو العام الرابع عشر في تاريخ بطولة القتال النهائي (يو إف سي)، وهي عبارة عن ترويج لفنون القتال المختلطة مقره الولايات المتحدة. في عام 2006، عقدت يو إف سي 18 حدث بدءاً من يو إف سي ليلة القتال النهائي 5.

## قائمة الأحداث
| #   | الحدث                                             | التاريخ        | المكان                                 | الموقع                                   | الحضور |
| --- | ------------------------------------------------- | -------------- | -------------------------------------- | ---------------------------------------- | ------ |
| 083 | يو إف سي 66: ليدل ضد أورتيز                       | 30 ديسمبر 2006 | إم جي إم جراند جاردن أرينا             | لاس فيغاس، نيفادا، الولايات المتحدة      | 13٬671 |
| 082 | يو إف سي ليلة القتال: سانشيز ضد ريجز [الإنجليزية] | 13 ديسمبر 2006 | محطة ميرامار الجوية لسلاح مشاة البحرية | سان دييغو، كاليفورنيا، الولايات المتحدة  |        |
| 081 | يو إف سي 65: نوايا سيئة                           | 18 نوفمبر 2006 | أركو أرينا                             | ساكرامنتو، كاليفورنيا، الولايات المتحدة  | 14٬666 |
| 080 | المقاتل النهائي: نهائي العودة                     | 11 نوفمبر 2006 | فندق وكازينو هارد روك                  | لاس فيغاس، نيفادا، الولايات المتحدة      |        |
| 079 | يو إف سي 64: غير قابل للإيقاف                     | 14 أكتوبر 2006 | ميشيلوب ألترا أرينا                    | لاس فيغاس، نيفادا، الولايات المتحدة      |        |
| 078 | يو إف سي ليلة القتال 6.5 [الإنجليزية]             | 10 أكتوبر 2006 | فندق وكازينو سيمينول هارد روك          | هوليوود، فلوريدا، الولايات المتحدة       |        |
| 077 | يو إف سي 63: هيوز ضد بن                           | 23 سبتمبر 2006 | بركة السهم في أنهايم                   | أنهايم، كاليفورنيا، الولايات المتحدة     | 12٬604 |
| 076 | يو إف سي 62: ليدل ضد سوبرال                       | 26 أغسطس 2006  | ميشيلوب ألترا أرينا                    | لاس فيغاس، نيفادا، الولايات المتحدة      |        |
| 075 | يو إف سي ليلة القتال 6 [الإنجليزية]               | 17 أغسطس 2006  | منتجع وكازينو ريد روك                  | سمرلين، نيفادا، الولايات المتحدة         |        |
| 074 | يو إف سي 61: الخصمين                              | 8 يوليو 2006   | ميشيلوب ألترا أرينا                    | لاس فيغاس، نيفادا، الولايات المتحدة      |        |
| 073 | يو إف سي ليلة القتال النهائي 5                    | 28 يونيو 2006  | فندق وكازينو هارد روك                  | لاس فيغاس، نيفادا، الولايات المتحدة      | 606    |
| 072 | المقاتل النهائي: نهائي فريق أورتيز ضد فريق شامروك | 24 يونيو 2006  | فندق وكازينو هارد روك                  | لاس فيغاس، نيفادا، الولايات المتحدة      | 849    |
| 071 | يو إف سي 60: هيوز ضد غارسيا                       | 27 مايو 2006   | ستيبلز سينتر                           | لوس أنجلوس، كاليفورنيا، الولايات المتحدة | 14٬765 |
| 070 | يو إف سي 59: التحقق من الواقع                     | 15 أبريل 2006  | بركة السهم في أنهايم                   | أنهايم، كاليفورنيا، الولايات المتحدة     | 13٬814 |
| 069 | يو إف سي ليلة القتال النهائي 4                    | 6 أبريل 2006   | فندق وكازينو هارد روك                  | لاس فيغاس، نيفادا، الولايات المتحدة      | 843    |
| 068 | يو إف سي 58: الولايات المتحدة ضد كندا             | 4 مارس 2006    | ميشيلوب ألترا أرينا                    | لاس فيغاس، نيفادا، الولايات المتحدة      | 9٬569  |
| 067 | يو إف سي 57: ليدل ضد كوتور 3                      | 4 فبراير 2006  | ميشيلوب ألترا أرينا                    | لاس فيغاس، نيفادا، الولايات المتحدة      | 10٬659 |
| 066 | يو إف سي ليلة القتال النهائي 3 [الإنجليزية]       | 16 يناير 2006  | فندق وكازينو هارد روك                  | لاس فيغاس، نيفادا، الولايات المتحدة      | 1٬008  |